# Tomás Zori
Tomás Zorí Delgado (Madrid, España; 1925-Madrid, 2 de septiembre de 2002) fue un actor español.

## Biografía
Hijo de albañil y ama de casa, nace en el madrileño barrio de Vallecas. Ya desde niño muestra un talento especial para hacer reír, con exhibiciones familiares de claqué. Debuta sobre los escenarios como tenor cómico en la obra La del manojo de rosas en el Teatro Romea de Murcia. 
En 1942 interpreta Don Quintín el amargao, junto a Manuel Codeso y Fernando Santos con los que forma el trío Zori, Santos y Codeso. Durante los siguientes veinte años se convierten en los máximos representantes del género de la Revista en España. 
En 1962, Codeso abandona el grupo que se convierte en dúo: Zori y Santos, que continuarán unidos profesionalmente hasta los años ochenta.
Su carrera cinematográfica se inicia en 1954 con El bandido generoso. Con una carrera cinematográfica no demasiado extensa, trabajó sin embargo a las órdenes de directores como José María Forqué, Luis García Berlanga, Fernando Fernán Gómez o Javier Aguirre.
Intervino también esporádicamente en televisión pudiendo mencionarse La comedia musical española, antología que sobre la Revista realizó en 1985 Fernando García de la Vega para TVE o Quién da la vez (1995), de Vicente Escrivá.
Muere el 2 de septiembre de 2002, a los 77 años de edad, en Madrid, víctima de Alzheimer.

## Premios
- Mención especial del jurado a los actores en el Festival de Orense (2000)

## Filmografía como actor
| Año  | Película                                  | Director                |
| ---- | ----------------------------------------- | ----------------------- |
| 2000 | Maestros                                  | Óscar del Caz           |
| 1995 | El palomo cojo                            | Jaime de Armiñán        |
| 1991 | Fuera de juego                            | Fernando Fernán Gómez   |
| 1987 | Sufre mamón                               | Manuel Summers          |
| 1987 | El pecador impecable                      | Augusto Martínez Torres |
| 1985 | La vaquilla                               | Luis García Berlanga    |
| 1985 | El Recomendado                            | Mariano Ozores          |
| 1983 | Agítese antes de usarla                   | Mariano Ozores          |
| 1983 | El currante                               | Mariano Ozores          |
| 1983 | Cristóbal Colón, de oficio... descubridor | Mariano Ozores          |
| 1977 | Está que lo es                            | Tito Fernández          |
| 1976 | Chely                                     | Ramón Fernández         |
| 1975 | No quiero perder la honra                 | Eugenio Martín          |
| 1974 | El insólito embarazo de los Martínez      | Javier Aguirre          |
| 1974 | Dormir y ligar: todo es empezar           | Mariano Ozores          |
| 1973 | Una monja y un don Juan                   | Mariano Ozores          |
| 1973 | El taxi de los conflictos                 | Mariano Ozores          |
| 1969 | Cuatro noches de boda                     | Mariano Ozores          |
| 1968 | Pecados conyugales                        | José María Forqué       |
| 1968 | Un día es un día                          | Francisco Prósper       |
| 1968 | ¡Dame un poco de amooor...!               | José María Forqué       |
| 1960 | Los claveles                              | Miguel Lluch            |
| 1956 | Los maridos no cenan en casa              | Jerónimo Mihura         |
| 1954 | El bandido generoso                       | José María Elorrieta    |